# Georg Waldstein-Wartenberg
Georg Waldstein-Wartenberg (* 17. Dezember 1942 in Buchberg am Kamp) ist ein österreichischer Wirtschaftsjournalist und Publizist.

## Leben
Nachdem er 1962 seine Matura in Horn abgelegt hatte, studierte Georg Waldstein von 1962 bis 1966 Rechtswissenschaften und Welthandel in Wien, brach jedoch beide Studien ohne Abschluss ab. 1964/65 leistete er seinen Präsenzdienst.
Ab 1967 arbeitete Georg Waldstein bei der Redaktion der Wochenpresse, bevor er schließlich 1969 zur Österreich-Redaktion der Bunten wechselte. Als Oscar Bronner 1970 das Wirtschaftsmagazin trend  gründete, war Waldstein als Redakteur dabei.
1973 gründete Waldstein, gemeinsam mit sechs weiteren Trendredakteuren, das wöchentliche Wirtschaftsmagazin Ecco. 1975 kehrte er als Herausgeber und Chefredakteur zum „trend“ zurück, bevor er 1977 zum Kurier wechselte, wo er Herausgeber und Vorstandsmitglied wurde.
Im März 1982 gründete Georg Waldstein zusammen mit Georg Wailand das Wirtschaftsmagazin Gewinn, wo er seitdem als Herausgeber und Geschäftsführer fungiert.
2003 gründete Waldstein mit Karl Stipsicz und österreichischen Investoren das ungarische Wirtschaftsmagazin Haszon. 2011 investierte er in das Wiener Startup THIRD MAN und ist als Kommanditist zu 26 % am Unternehmen beteiligt.
Daneben war Waldstein Mitglied des Präsidiums, sowie zeitweise Vizepräsident des Verbandes Österreichischer Zeitungen.

## Herkunft und Familie
Georg Waldstein entstammt der Familie Waldstein, einem böhmischen Uradelsgeschlecht mit dem Stammhaus Burg Waldstein bei Turnau. Seine Eltern sind Eugen Waldstein-Wartenberg und Marie Elisabeth Croÿ.
1969 heiratete er Marie-Therese Spiegelfeld, mit der er drei Kinder, Mariella (* 1969), Eugen (* 1972) und Maximilian (* 1976) hat. 1981 wurde diese Ehe geschieden und er ist seit 1982 mit Bettina Kielmansegg verheiratet.

## Auszeichnungen
- 2003: Goldenes Ehrenzeichen für Verdienste um die Republik Österreich[6]